# آلن جی. دابلیو. بل
آلن جی. دابلیو. بل (انگلیسی: Alan J. W. Bell؛ زادهٔ ۱۴ نوامبر ۱۹۳۷) کارگردان تلویزیونی، و تهیه‌کننده تلویزیونی اهل بریتانیا است. وی بین سال‌های ۱۹۷۳ تا ۲۰۱۴ میلادی فعالیت می‌کرد.
از فیلم‌ها یا مجموعه‌های تلویزیونی که وی در آن‌ها نقش داشته‌است، می‌توان به در انتهای دوران میانسالی اشاره نمود.